# Genidens machadoi
Genidens machadoi är en fiskart som först beskrevs av Miranda Ribeiro, 1918.  Genidens machadoi ingår i släktet Genidens och familjen Ariidae. Inga underarter finns listade i Catalogue of Life.